# Bibio nigripennis
Bibio nigripennis är en tvåvingeart som beskrevs av Enrico Adelelmo Brunetti 1913. Bibio nigripennis ingår i släktet Bibio och familjen hårmyggor. Inga underarter finns listade i Catalogue of Life.